# Longue Marche 2F
Longue marche 2F (en chinois : 长征二号F火箭, Chang Zheng 2F), également désignée CZ-2F, LM-2F ou Shenjian, est une fusée chinoise de la famille Longue Marche. Conçue pour lancer le véhicule spatial habité Shenzhou, Longue marche 2F est une version qualifiée du lanceur Longue Marche 2E pour le lancement d'un vol spatial habité. Le lanceur 2E dérive lui-même du Longue Marche 2C.
Les lancements s'effectuent depuis le complexe SLS du centre spatial de Jiuquan. La Longue Marche 2F a effectué son vol inaugural le 19 novembre 1999, avec le vaisseau spatial Shenzhou 1. Après le vol de Shenzhou 3, le président Jiang Zemin a nommé la fusée « Shenjian », ce qui signifie « flèche divine ».

## Présentation
La Longue Marche 2F est une version de la famille de lanceurs Longue Marche 2 comportant quatre propulseurs d'appoint et deux étages. Elle peut placer une charge utile de 8 400 kg en orbite basse et de 3 370 kg en orbite géostationnaire.

### Différences par rapport àLongue Marche 2E
Extérieurement, la fusée présente peu de différences par rapport à la Longue Marche 2E dont elle est dérivée. La plupart des changements portent sur la création de systèmes redondants pour améliorer la sécurité. Il y a quelques modifications structurelles qui permettent à la fusée de soutenir la coiffe plus massive imposée par la capsule Shenzhou. La fusée est également capable de soulever des charges plus lourdes avec l'ajout de propulseurs d'appoint accrochés au premier étage.
La fusée dispose d'un système avancé de diagnostic et de surveillance des anomalies destiné à permettre l'évacuation des astronautes en cas d'urgence. C'est le premier lanceur chinois assemblé et convoyé jusqu'à son site de lancement en position verticale.

### Problèmes de vibration
Durant le vol de Shenzhou 5, le taïkonaute Yang Liwei est devenu malade à cause de fortes vibrations de la fusée. Bien que le problème ait été quelque peu réduit par des modifications de la fusée, les vibrations ont été signalées à nouveau pendant la mission Shenzhou 6, nécessitant d'autres changements. Selon Jing Muchun, concepteur en chef de la Longue Marche 2F, « nous avons fait des changements dans les conduites d'alimentation du moteur-fusée, en ajustant sa fréquence. Une nouvelle conception du système de mise sous pression a produit des résultats significatifs. Les vibrations sont maintenant réduites de plus de cinquante pour cent ».

## Historique des lancements
| Numéro du vol | Date et heure (GMT)       | Charge utile                                      | Résultat | Remarques |
| ------------- | ------------------------- | ------------------------------------------------- | -------- | --- |
| 1             | 19 novembre 1999, 22:30   | Shenzhou 1                                        | Succès   | Premier essai inhabité de la capsule Shenzhou. |
| 2             | 9 janvier 2001, 01:00     | Shenzhou 2                                        | Succès   | Second essai inhabité de la capsule Shenzhou, transportant des animaux vivants |
| 3             | 25 mars 2002, 14:00       | Shenzhou 3                                        | Succès   | Troisième essai inhabité de la capsule Shenzhou. |
| 4             | 29 décembre 2002, 16:40   | Shenzhou 4                                        | Succès   | Quatrième et dernier essai inhabité de la capsule Shenzhou. |
| 5             | 15 octobre 2003, 01:00    | Shenzhou 5                                        | Succès   | Premier vol spatial habité chinois |
| 6             | 12 octobre 2005, 01:00    | Shenzhou 6                                        | Succès   | Deuxième vol spatial habité, premier avec deux membres d'équipage. |
| 7             | 25 septembre 2008, 13:10  | Shenzhou 7                                        | Succès   | Troisième vol spatial habité, premier avec trois membres d'équipage, première sortie extravéhiculaire. |
| 8             | 29 septembre 2011, 13:16  | Tiangong 1                                        | Succès   | Première station spatiale chinoise, avec une version modifiée du lanceur Longue Marche 2F. |
| 9             | 31 octobre 2011, 21:58:10 | Shenzhou 8                                        | Succès   | Vol spatial inhabité. Objectif principal : tester les procédures de rendez-vous spatial et d'amarrage avec le laboratoire spatial Tiangong 1 mis en orbite quelques semaines auparavant. Il s'agit d'une répétition du vol Shenzhou 9 qui doit amener un équipage à bord du laboratoire en 2012. |
| 10            | 16 juin 2012, 10:37:24    | Shenzhou 9                                        | Succès   | Quatrième vol spatial habité, avec trois membres, première femme chinoise dans l'espace, amenant l'équipage à bord de Tiangong 1. Lanceur Longue Marche 2F/G. |
| 11            | 11 juin 2013, 9:38:02     | Shenzhou 10                                       | Succès   | Vol spatial habité, avec trois membres, amenant l'équipage à bord de Tiangong 1. |
| 12            | 15 septembre 2016, 14:04  | Tiangong 2                                        | Succès   | Deuxième station spatiale chinoise, avec une version modifiée du lanceur Longue Marche 2F. |
| 13            | 17 octobre 2016, 23:30    | Shenzhou 11                                       | Succès   | Premier vol habité vers Tiangong 2 avec deux membres d'équipage. |
| 14            | 4 septembre 2020, 05:23   | Avion spatial expérimental réutilisable chinois 1 | Succès   | Premier vol d'un avion spatial expérimental réutilisable chinois sur une version modifiée du lanceur Longue Marche 2F. |
| 15            | 16 juin 2021, 13:22       | Shenzhou 12                                       | Succès   | Premier vol habité vers la Station spatiale chinoise avec trois membres d'équipage. |
| 16            | 15 octobre 2021, 16:23    | Shenzhou 13                                       | Succès   | Deuxième vol habité vers la Station spatiale chinoise avec trois membres d'équipage. |
| 17            | 5 juin 2022, 02:44        | Shenzhou 14                                       | Succès   | Troisième vol habité vers la Station spatiale chinoise avec trois membres d'équipage. |
| 18            | 4 août 2022, 16:00        | Avion spatial expérimental réutilisable chinois 2 | Succès   | Deuxième vol d'un véhicule spatial expérimental réutilisable chinois. |
| 19            | 29 novembre 2022, 15:08   | Shenzhou 15                                       | Succès   | Quatrième vol habité vers la Station spatiale chinoise avec trois membres d'équipage. |
| 20            | 30 mai 2023, 01:31        | Shenzhou 16                                       | Succès   | Cinquième vol habité vers la Station spatiale chinoise avec trois membres d'équipage. |
| 21            | 26 octobre 2023, 03:13    | Shenzhou 17                                       | Succès   | Sixième vol habité vers la Station spatiale chinoise avec trois membres d'équipage. |
| 22            | 14 décembre 2023, 14:12   | Avion spatial expérimental réutilisable chinois 3 | Succès   | Troisième vol d'un véhicule spatial expérimental réutilisable chinois. |
| 23            | 25 avril 2024, 12:59      | Shenzhou 18                                       | Succès   | Septième vol habité vers la Station spatiale chinoise avec trois membres d'équipage. |

## Caractéristiques
| Caractéristiques        | Propulseurs d'appoint (4)   | 1er étage           | 2eétage             |
| ----------------------- | --------------------------- | ------------------- | ------------------- |
| Moteurs                 | 1 moteur YF-20B par booster | 4 moteurs YF-20B    | 1 moteur YF-25/23   |
| Poussée (dans le vide)  | 4 × 814 kN                  | 3 256 kN            | 831 kN              |
| Impulsion spécifique    | 291 secondes (2,9 kN·s/kg)  | 289 s (2,8 kN·s/kg) | 289 s (2,8 kN·s/kg) |
| Durée de fonctionnement | 128 secondes                | 166 s               | 300 s               |
| Ergols                  | N2O4 / UDMH                 | N2O4 / UDMH         | N2O4 / UDMH         |
| Masse brute             | 41 000 kg                   | 196 500 kg          | 91 500 kg           |
| Masse à vide            | 3 200 kg                    | 9 500 kg            | 5 500 kg            |
| Diamètre                | 2,3 m                       | 3,4 m               | 3,4 m               |
| Longueur                | 15,3 m                      | 23,7 m              | 15,5 m              |